# Alexandru Salontai
Alexandru Salontai (n. 21 februarie 1927, Teocul de Jos, Cluj) este un fitotehnist și profesor universitar român, recunoscut pentru contribuțiile sale la cercetarea și promovarea culturii hameiului în România, precum și pentru studiile asupra asolamentelor, fertilizării și tehnologiilor agricole. A activat timp de 44 de ani la Facultatea de Agronomie din Cluj, ocupând funcții de decan (1976–1984) și rector (1984–1990). Este autorul monografiei „Hameiul” (2002) și al peste 300 de lucrări științifice.

## Biografie
Copilărie și educație
Alexandru Salontai s-a născut la 21 februarie 1927 în satul Teocul de Jos, județul Cluj, într-o familie de țărani cu cinci copii. A urmat clasele primare în satul natal (1934–1938), apoi clasa I și a II-a la Liceul „Andrei Mureșanu” din Dej. Ocupația Ardealului de Nord (1940–1944) i-a întrerupt studiile, dar după război a promovat examene extraordinare la Liceul Ortodox Român și Liceul nr. 2 din Cluj, obținând bacalaureatul în 1948 ca șef de promoție. Între 1948 și 1953, a studiat la Facultatea de Agronomie din Cluj, absolvind secția de Selecția Plantelor sub îndrumarea profesorului Vasile Velican. 
Carieră profesională
În 1953, Alexandru Salontai a fost numit asistent la Catedra de Agrotehnică a Institutului Agronomic Cluj, iar în 1957 a fost transferat la Catedra de Agrofitotehnie și Ameliorarea Plantelor, sub conducerea lui Vasile Velican. A devenit șef de lucrări (1962), conferențiar (1968) și profesor titular (1972), activând până la pensionarea din 1997. A continuat ca profesor consultant și conducător de doctoranzi (1988–prezent). A fost decan al Facultății de Agricultură și Horticultură (1976–1984) și rector al Institutului Agronomic Cluj (1984–1990). 

## Activitate științifică
Alexandru Salontai a adus contribuții majore în fitotehnie, cu accent pe cultura hameiului, asolamentele, fertilizarea și tehnologiile agricole. A publicat peste 300 de lucrări, dintre care 126 despre hamei, fiind un lider național în acest domeniu. 

### Domenii de cercetare
- Fitotehnie generală și specială
- Cultura hameiului
- Asolamentele și rotația culturilor
- Fertilizarea culturilor
- Biologia și tehnologia plantelor agricole
- Conservarea și controlul calității semințelor

### Contribuții științifice
- A realizat cercetări asupra hameiului, elaborând monografia „Hameiul” (2002, 642 pagini), o lucrare de referință cu 12 capitole despre biologia, ecologia și tehnologia culturii. [1]
- A creat soiuri de hamei (Alfa, Productiv, Aroma, Transilvania, Napoca), omologate între 1984–1990, cu productivitate ridicată (25–40 q/ha) și toleranță la boli. [1]
- A obținut 8 certificate de invenție și inovație, inclusiv pentru echipamente fitosanitare și producerea butașilor de hamei. [1]
- A organizat primul câmp experimental cu asolamente ecologice din România (1972), contribuind la optimizarea rotației culturilor în Transilvania. [1]
- A studiat fertilizarea culturilor, utilizând izotopi radioactivi (ex. 32P) pentru a elucida absorbția nutrienților la grâu, porumb și trifoi. [1]
- A cercetat biologia și tehnologia plantelor (hamei, cartof, sfeclă de zahăr, plante medicinale), oferind îndrumări practice pentru fermele din Transilvania. [1]
- A contribuit la conservarea calității semințelor și la tehnologii moderne pentru hamei, cereale și plante medicinale. [1]

### Activitate didactică
Alexandru Salontai a predat fitotehnia timp de 45 de generații, elaborând 4 ediții ale cursului de Fitotehnie și 15 ediții ale Caietului de lucrări practice. A contribuit la manualul unic de Fitotehnie (1978, 1983, 1991), abordând orzul, tutunul și plantele medicinale. A susținut cursuri postuniversitare despre conservarea semințelor, utilizarea intensivă a terenurilor și tehnologii pentru hamei. Cursurile sale au fost apreciate pentru rigoare, claritate și aplicabilitate practică. 

### Activitate managerială
Ca decan și rector, Alexandru Salontai a modernizat Institutul Agronomic Cluj prin:
- Înființarea Facultății de Agricultură și Horticultură (1976) și a plantațiilor didactice (pomi, viță de vie, hamei).
- Dezvoltarea Stațiunii Didactice Experimentale Mănăstur, cu câmpuri experimentale și sisteme de irigații.
- Amenajarea laboratoarelor și serelor pentru legumicultură și floricultură.
- Promovarea cercetării interdisciplinare și colaborării cu stațiunile horticole din Cluj, Blaj și Bistrița. [1]

## Lucrări
Alexandru Salontai a publicat peste 300 de lucrări, dintre care menționăm:
- „Grâul de toamnă după diferite premergătoare”, Lucrări științifice, Institutul Agronomic Cluj, 1964 (cu Sanda Cernea)
- „Cercetări privind absorbția foliară și radiculară a 32P la grâul de toamnă”, Lucrări științifice, Institutul Agronomic Cluj, 1966 (cu T. Marcu)
- „Cercetări privind biologia hameiului în condițiile de la Cluj”, Lucrări științifice, Institutul Agronomic Cluj, 1969 (cu Sanda Cernea, L. Munteanu)
- „Calitatea conurilor de hamei și rolul lor în procesul de fabricație a berii”, Probleme Agricole, 1974
- „Cercetări privind tehnica și eficiența tăierilor mecanice la hamei”, Simpozion „Cultura hameiului în România”, 1975 (cu L. Munteanu)
- „Fitotehnie” (coautor), EDP, București, 1978
- „Clone și hibrizi de hamei obținuți la Cluj Napoca”, Simpozion „Cultura hameiului în România”, 1981
- „Cultura hameiului”, Editura Ceres, 1983 (cu I. Bobeș, T. Peiju)
- „Fitotehnie” (coautor), EDP, București, 1983
- „Cercetări privind ameliorarea hameiului prin metode poliploide”, Simpozion „Cultura hameiului în România”, 1987
- „Certificarea și controlul calității semințelor și materialului săditor la culturile de câmp”, 1988
- „Fitotehnie” (coautor), EDP, București, 1991
- „Hameiul, orzul și berea”, Editura ICPIAF, Cluj-Napoca, 1996 (cu E. Luca, Maria Lateș)
- „Asolamentele, factor esențial al agriculturii ecologice”, Simpozion „125 de ani de învățământ agronomic la Cluj-Napoca”, 1995
- „Hameiul” (monografie), Editura Risoprint, Cluj-Napoca, 2002 (cu Sevastița Muște, Maria Tofană, Carmen Puia, Horia Bunescu)

## Premii și recunoaștere
- Medalia Muncii (1962)
- Ordinul Muncii clasa a III-a (1970)
- Medalia „A 25-a Aniversare a Eliberării României de sub jugul fascist” (1969)
- Medalia „30 de ani de la eliberarea României de sub dominația fascistă” (1974)
- Medalia „A 40-a aniversare a Revoluției de eliberare națională și socială antifascistă și antiimperialistă” (1984)
- Distincția „Cadru didactic evidențiat” (1984)
- Membru corespondent al Academiei de Științe Agricole și Silvice (ASAS)
- 8 certificate de invenție și inovație pentru soiuri și echipamente pentru hamei